# Prêmio Teoria John von Neumann
O Prêmio Teoria John von Neumann (em inglês:  John von Neumann Theory Prize) do Instituto de Pesquisa Operacional e Gestão Científica é concedido anualmente a um indivíduo (ou algumas vezes a um grupo de pessoas) que contribuiu de forma fundamental e sustentável à pesquisa operacional e gestão científica.
O prêmio homenageia o matemático John von Neumann e reconhece um trabalho completo, ao invés de uma única obra. O prêmio é concebido a uma obra que resistiu ao longo do tempo. Seus critérios envolvem significância, inovação, profundidade e excelência científica.
Consiste de um valor monetário de 5.000 dólares americanos, uma medalha e uma citação.
Foi concedido pela primeira vez em 1975 a George Dantzig, por seu trabalho sobre programação linear.

## Laureados
- 1975 - George Dantzig (por seu trabalho sobre programação linear)
- 1976 - Richard Bellman
- 1977 - Felix Pollaczek
- 1978 - John Forbes Nash e Carlton E. Lemke
- 1979 - David Blackwell
- 1980 - David Gale, Harold William Kuhn e Albert W. Tucker
- 1981 - Lloyd Shapley
- 1982 - Abraham Charnes, William W. Cooper, e Richard J. Duffin
- 1983 - Herbert E. Scarf
- 1984 - Ralph Gomory
- 1985 - Jack Edmonds
- 1986 - Kenneth Arrow
- 1987 - Samuel Karlin
- 1988 - Herbert Simon
- 1989 - Harry Max Markowitz
- 1990 - Richard Karp
- 1991 - Barlow, Proschan
- 1992 - Alan Jerome Hoffman e Philip Wolfe
- 1993 - Robert Herman
- 1994 - Lajos Takács
- 1995 - Egon Balas
- 1996 - Peter Fishburn
- 1997 - Peter Whittle
- 1998 - Fred Glover
- 1999 - Ralph Tyrrell Rockafellar
- 2000 - Ellis Lane Johnson e Manfred Padberg
- 2001 - Ward Whitt (por suas contribuições à teoria das filas, probabilidade aplicada e stochastic modelling)
- 2002 - Donald Iglehart e Cyrus Derman (for their fundamental contributions to performance analysis and optimization of stochastic systems)
- 2003 - Arkadi Nemirovski e Michael Jeremy Todd (for their seminal and profound contributions in - continuous optimization
- 2004 - J. Michael Harrison (for his profound contributions to two major areas of - operations research and - management science: - stochastic networks and - mathematical finance)
- 2005 - Robert Aumann (in recognition of his fundamental contributions to - game theory and related areas)
- 2006 - Martin Grötschel, - László Lovász e - Alexander Schrijver (for their fundamental path-breaking work in combinatorial optimization)
- 2007 - Arthur F. Veinott, Jr. (for his profound contributions to three major areas of operations research and management science: inventory theory, dynamic programming and lattice programming)
- 2008 - Frank Kelly
- 2009 - Yurii Nesterov e Yinyu Ye
- 2010 - Peter W. Glynn und Søren Asmussen „for their outstanding contributions in applied probability and the theory of stochastic simulation“
- 2011 - Gérard Cornuéjols
- 2012 - George Nemhauser e Laurence Wolsey
- 2013 - Michel Balinski
- 2014 - Nimrod Megiddo
- 2015 - Vašek Chvátal e Jean Bernard Lasserre
- 2016 - Martin I. Reiman e Ruth J. Williams
- 2017 - Donald Goldfarb e Jorge Nocedal
- 2018 - Dimitri Bertsekas e John Tsitsiklis
- 2019 - Dimitris Bertsimas e Jong-Shi Pang
- 2020 - Adrian Lewis
- 2021 - Alexander Shapiro